# Monarch Airlines
La Monarch Airlines era una compagnia aerea a basso costo britannica, con base a Luton. Monarch operava in Europa. Collegava inoltre diverse località nel Mediterraneo, in Grecia e in Egitto.
Nel 2011 Monarch Airlines ha trasportato 6,1 milioni di passeggeri.
Ha interrotto tutti i voli il 2 ottobre 2017, entrando in amministrazione controllata e lasciando 110 001 passeggeri senza volo per il Regno Unito.

## Storia
Monarch è stata fondata il 5 giugno 1967 da Bill Hodgson, l'ex-direttore della compagnia aerea British Eagle, e da Don Peacock con il sostegno finanziario delle due famiglie svizzere degli Albek e dei Mantegazza, proprietari peraltro del tour operator inglese Cosmos Tours.
Monarch iniziò le attività commerciali nell'aprile del 1968, con un volo charter dall'Aeroporto di Luton per Madrid utilizzando un Bristol Britannia.

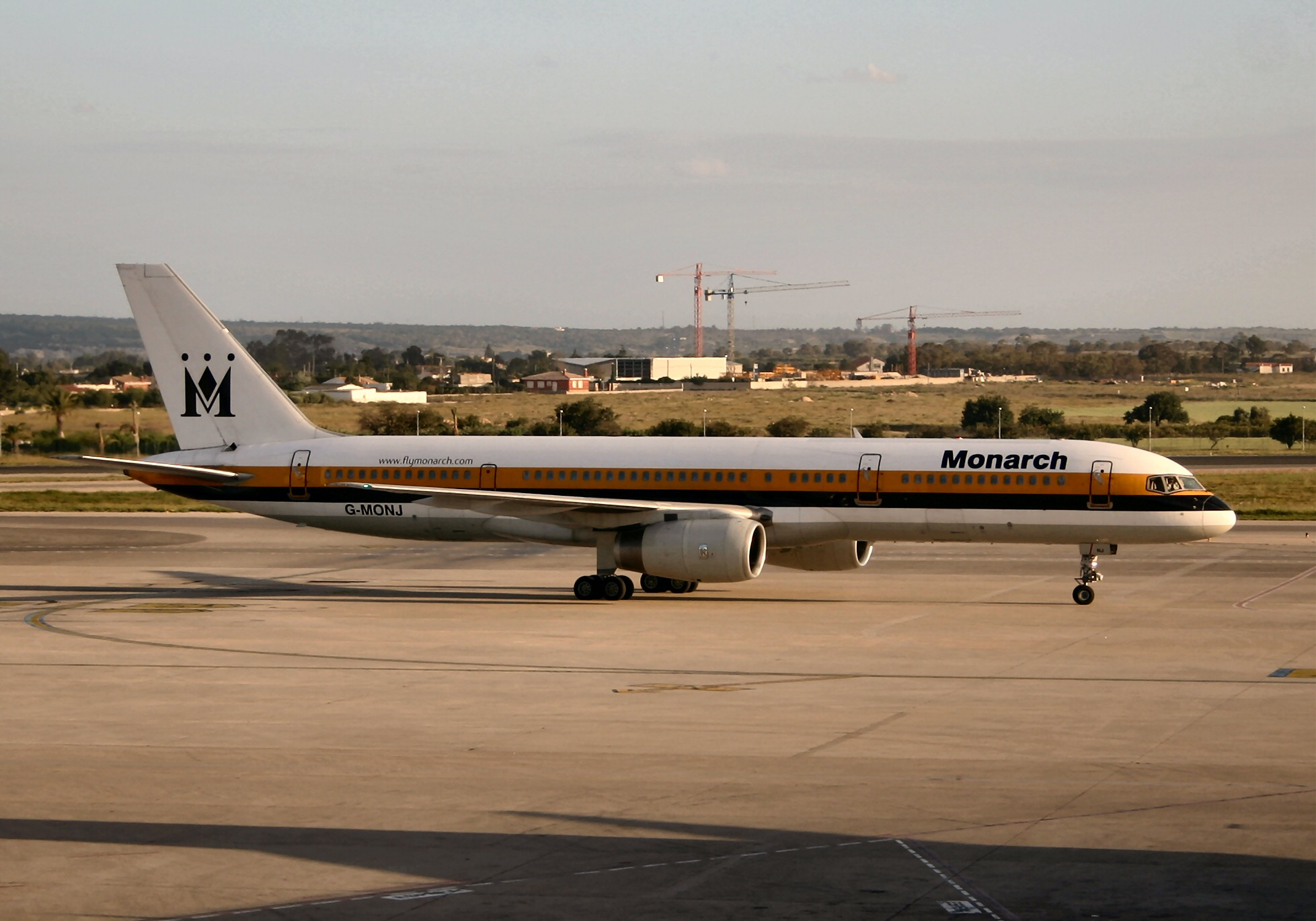
Un Boeing 757-200 di Monarch con la livrea storica ad Alicante, Spagna.

Monarch entrò nel 1971 nell'era jet acquistando (per un milione di dollari ciascuno) tre Boeing 720 da Northwest Airlines, in quegli stessi anni l'intera flotta della compagnia venne rinnovata con l'acquisto di altri due Boeing 720 e di un paio di BAC One-Eleven provenienti dalla compagnia British Caledonian.
Verso la fine degli anni ottanta Monarch iniziò ad utilizzare la nuova generazione di aeromobili Boeing 737-200 prendendone due esemplari in leasing da Bavaria Leasing.
Nel 1981 vennero aperte le nuove basi a Gatwick, Glasgow, Manchester e Berlino-Tegel.
Nello stesso anno per la prima volta Monarch trasporta più di un milione di passeggeri in un anno.
Nel 1990, Monarch introdusse nella flotta l'Airbus A300 e il Boeing 757. Nel 1993 inoltre vennero acquistati i primi Airbus A320 che sostituirono i Boeing 737-300.
Nel 1998 Monarch prese in leasing due McDonnell Douglas MD-11 da World Airways per le rotte a lungo raggio in attesa della consegna di due Airbus A330-200, che vennero consegnati l'anno seguente e così per la prima volta nella compagnia per i voli a lungo raggio erano disponibili due classi, prima ed economy.
Il 2 ottobre 2017 la Civil Aviation Authority ha annunciato che Monarch Airlines ha cessato tutte le operazioni sancendo di fatto il fallimento della compagnia.
La causa sarebbe da ricercare dalla concorrenza schiacciante da parte delle nuove compagnie low cost, il governo britannico ha dovuto organizzare la più grande operazione di rimpatrio dal dopoguerra per riportare a casa circa 300 000 passeggeri bloccati a terra nei vari aeroporti europei.

## Composizione societaria
Monarch Airlines è una sussidiaria interamente di proprietà della Monarch Holdings, che a sua volta è 90% di proprietà di Greybull Capital; il rimanente 10% è di proprietá del fondo pensioni del gruppo.

## CelebAir

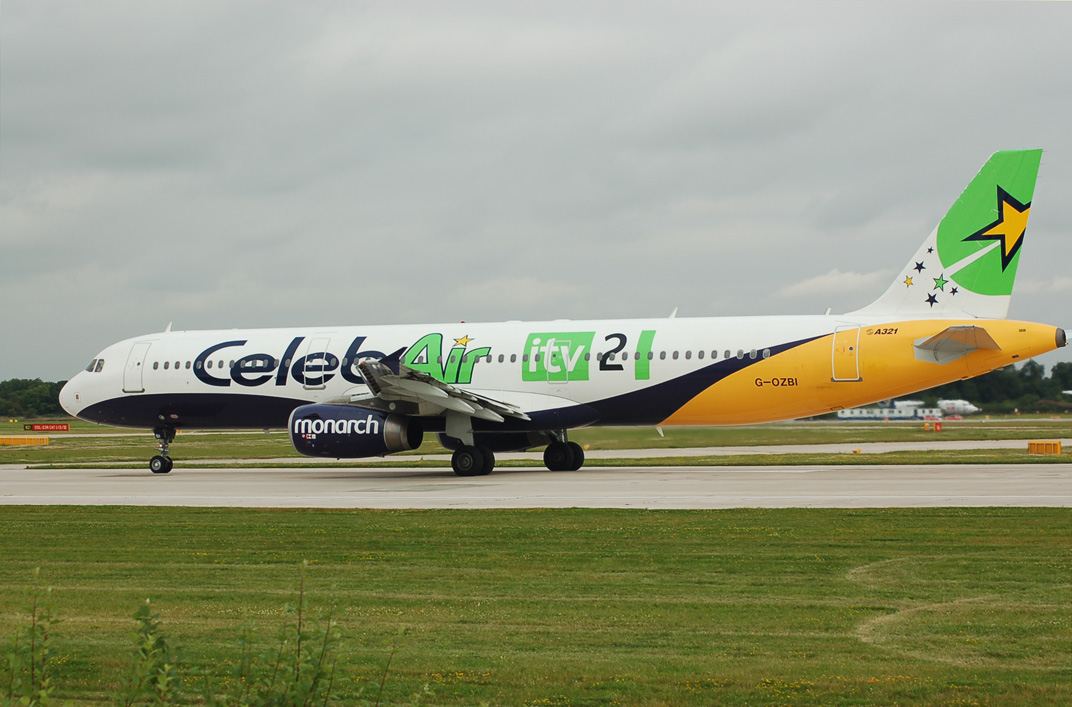
L'Airbus A321 della Monarch dedicato a CelebAir.

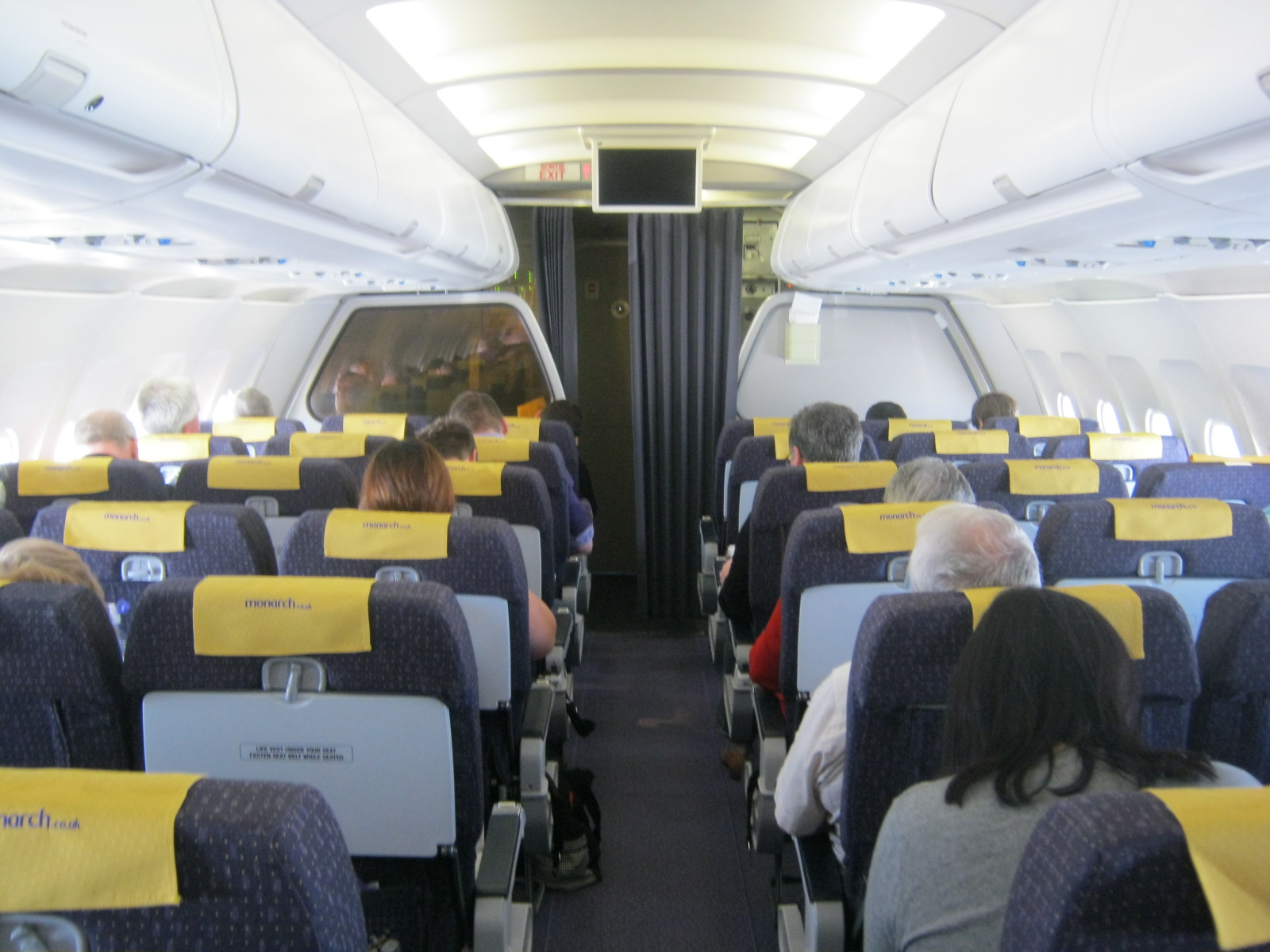
La cabina di un Airbus 320-200 della Monarch.

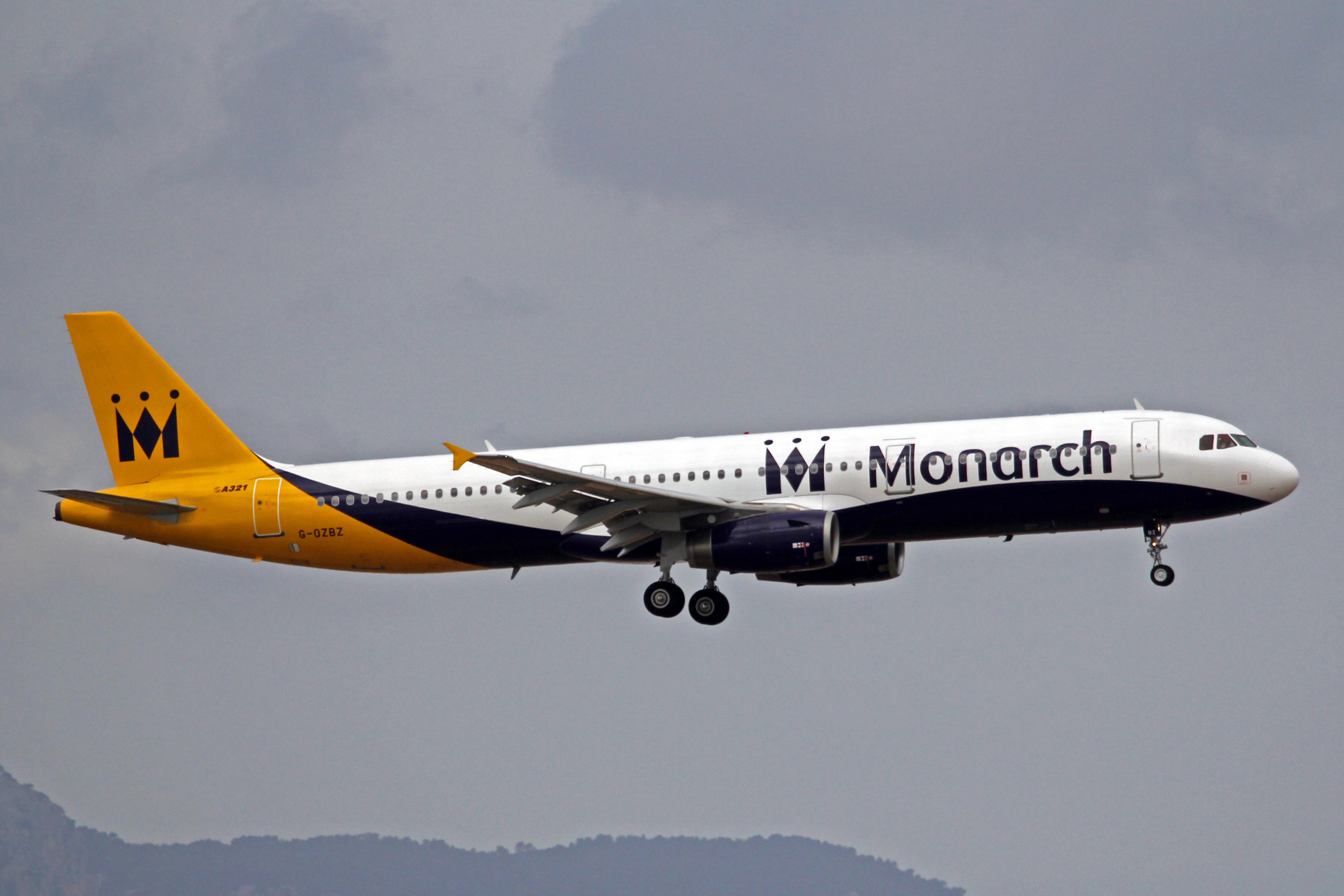
Airbus A321-200 della Monarch.

Nel 2008 Monarch Airlines offrì un Airbus A321 per il lancio della serie TV intitolato CelebAir e promosso dall'emittente televisiva britannica ITV2. Gli aeroporti dove transitò principalmente l'aeromobile di CelebAir furono, oltre alle destinazioni di linea, Málaga, Alicante, Tenerife, Faro, Ibiza, Mahon e Larnaca.

## Flotta
Flotta di Monarch Airlines aggiornata al 21 agosto 2017
| Aereo            | In flotta | Ordini | Passeggeri | Passeggeri | Passeggeri | Passeggeri | Note                                                |
| Aereo            | In flotta | Ordini | J          | W          | Y          | Totale     | Note                                                |
| ---------------- | --------- | ------ | ---------- | ---------- | ---------- | ---------- | --------------------------------------------------- |
| Airbus A320-200  | 9         | —      | —          | —          | 174        | 174        |                                                     |
| Airbus A321-200  | 25        | —      | —          | —          | 214        | 214        |                                                     |
| Boeing 737 MAX 8 | —         | 30     | —          | —          | —          | TBA        | Dovevano sostituire gli Airbus che aveva in flotta. |
| Totale           | 34        | 30     |            |            |            |            |                                                     |